# Soya Rupes
La Soya Rupes è una struttura geologica della superficie di Mercurio.